# الکساندر مالیف
الکساندر مالیف (روسی: Александр Иванович Малеев؛ زادهٔ ۷ ژوئیهٔ ۱۹۴۷) ژیمناست هنری اهل اتحاد جماهیر شوروی سوسیالیستی است.
وی در مسابقات کشوری و بین‌المللی در مجموع برندهٔ ۱ مدال نقره شده‌است.